# Pondok (Karanganom)
Pondok is een bestuurslaag in het regentschap Klaten van de provincie Midden-Java, Indonesië. Pondok telt 1897 inwoners (volkstelling 2010).